# Senza titolo/Dio che tutto puoi
Senza titolo/Dio che tutto puoi è un singolo della cantante italiana Gilda Giuliani pubblicato nel Marzo del 1974 dalla casa discografica Ariston

## Descrizione
La canzone del lato A ha partecipato al Festival di Sanremo 1974 non avendo tanto successo.

## Senza titolo
Ha partecipato al  Festival di Sanremo 1974 arrivando in finale ma non ottenendo grande successo. Gli autori sono Fred Ferrari, Gino Mescoli e Vito Pallavicini, gli arrangiatori Fred Ferrari.

## Dio che tutto puoi
È il lato B della canzone sanremese Senza titolo. Gli autori sono Alessandro Colombini e Gerardo Carmine Gargiulo